# Ajaur
Ajaur (umesamiska Avjávrrie, sydsamiska Aavh-jaevrie) är en by i Lycksele socken, Lycksele kommun, södra Lappland.
Ajaur är en by som ligger på en landtunga mellan Ajaursjön och den mindre sjön Ajaurkalven. Båda sjöarna ligger 230 m ö.h. Ajaur är den östligaste byn i Lycksele kommun och ligger cirka 2 km från gränsen mot landskapet Västerbotten.
De båda sjöarna avvattnas mot sydost av Manjaurån, som rinner mot Manjaurträsket (216 m ö.h.) i norra delen av Vindelns kommun.
Allmän väg går från Ajaur söderut cirka 8 km till länsväg 363.